# Aphonopelma chiricahua
Aphonopelma chiricahua es una especie de araña migalomorfa del género Aphonopelma, familia Theraphosidae. Fue descrita científicamente por Hamilton, Hendrixson & Bond en 2016.
Habita en los Estados Unidos. Es endémica de la Sierra de Chiricahua, Arizona.